# Восстание галешей (1910—1911)
Восстание галешей — восстание, происходившее в Астаринском округе Ирана в 1910—1911 году и подавленное властями.

## История
В начале 1910 года в Астаринском округе Ирана вспыхнуло восстание галешей (субэтнос талышей). Русский консул Гирс сообщал, что причиной было то, что наминские ханы пытались собрать налоги за три года с имений Астаринского округа. Временно восстание было погашено, однако в августе 1910 вновь вспыхнуло. Причиной восстания галешей стало то, что местный губернатор Астары решил разоружить галешей, арестовал и пытал одного из их лидеров — Рашида. Позже 300 вооруженных галешей подошли к Астаре и требовали освободить Рашида и губернатор был вынужден сделать это. Галеши же, освободив Рашида ушли в леса, но контролировали дорогу от Астары в Ардебиль, что вызывало проблемы для караванов, почты и телеграфного сообщения. В ответ на блокировку дороги из Ардебиля был послан отряд из 100 всадников, которые остановились в Хейране. Галеши уже контроливали весь Астаринский округ и хотели взять Астару. Далее в усугубившейся ситуации отряд против галешей был увеличен до 500 человек. В боях произошедших в селениях у Хейрана отряд сумел очистить территории от галешей. Войска галешей имея скудное вооружение оказывали упорное сопротивление используя знакомую им горную местность. Правительственные войска даже обстреливая восставших из орудий не смогли вернуть контроль над дорогой Ардебиль-Астара и оставив округ отступили в Ардебиль. Восставшие же укрепились на высотах Акчая и контролировали Ардебиль-Астаринскую дорогу, пропуская лишь торговые караваны и мирных путешественников, но войскам и представителям власти проход был запрещён.
Восстание галешей ограничивалось только лишь Астаринским округом, они не пытались перекинуть восстание против феодалов и властей на другие районы. Талышские крестьяне сочувствовали галешам и при необходимости отправляли отряды на помощь. В контролируемом районе галеши не выполняли феодальные повинности в пользу помещиков, захватывали их имения, совершали нападения на рыбные промыслы Лианозова в Астаре, сжигали русские казачьи посты в Акчае, расстреливали караулы.
Восстание галешей продолжилось в начале 1911 года и против них были направлены шахские войска вступившие в Ардебиль и Астару. И под натиском правительственных войск с апреля 1911 года восстание угасает.
По итогу прокатившихся восстаний в регионе власти стремились подавить крестьянские восстания и защитить феодалов.